# Palestine Times
Palestine Times était le seul quotidien palestinien de langue anglaise. Il est fondé le 27 novembre 2006. Il s'agit d'une entreprise familiale dont le siège se trouve à Ramallah. Il était initialement distribué dans toute la Cisjordanie (y compris Jérusalem-Est) et la bande de Gaza. Le quotidien cesse d'être publié le 18 mai 2007.

## Histoire
Le journal est lancé le 27 novembre 2006. Le titre est le premier quotidien palestinien publié en anglais.Son rédacteur en chef est Othman Fakhri Mohammed. Son objectif déclaré est de refléter fidèlement tous les aspects de la vie palestinienne dans le monde. Il ne reçoit aucun financement d'un parti ou d'une faction politique palestinienne et se veut indépendant.
Selon Mohammed, lors d'une interview avec le quotidien israélien Haaretz, « écrire librement sur les histoires négatives de l'Autorité palestienne n'est pas un problème. Je suis Palestinien et les auteurs sont Palestiniens. Au-delà du fait que j'ai un parti pris pour la cause palestinienne, je ne vois aucun problème à critiquer la corruption ou les phénomènes politiques dans les territoires. Notre problème, c'est que dans cette partie du monde, on ne vous poursuit pas pour avoir causé du tort à quelqu'un, on vous tire dessus. Je dois donc être prudent. »
Ynetnews, un site d'information en ligne israélien de langue anglaise, ajoute un message de félicitations à un article relatant la publication du journal. Il est financé par la publicité, les abonnements et les ventes.
Parmi les journalistes notables travaillant pour le journal, on peut citer Khalid Amayreh (en), un journaliste de Dura, dans la région d'Hébron, dont les articles originaux étaient rédigés en anglais, contrairement à de nombreux journalistes du journal qui écrivaient en arabe et dont la copie était ensuite traduite.
Presque tous les journalistes du journal étaient des Palestiniens. Palestine Times n'était pas une édition traduite, puisqu'il n'existait pas de version en langue arabe. À cet égard, le journal ressemblait davantage au quotidien israélien The Jerusalem Post, de langue anglaise, qu'à Haaretz de langue hébraïque, qui publie une édition en anglais.
Un site web d'information mensuel du même nom avait été créé auparavant à l'adresse www.ptimes.org, mais il n'était pas associé au quotidien. En outre, entre 1999 et 2017, un site web médiatique portant le nom de The Palestine Times a été créé à l'adresse www.palestinetimes.com.
Le 13 mars 2007, le journal signe un contrat avec une société israélienne de distribution de journaux et est diffusé en Israël également. 
Palestine Times cesse de paraître le 18 mai 2007, invoquant des « difficultés financières extrêmes ». Le 18 juillet, The Jerusalem Post rapporte que la publication du journal devait reprendre en août, mais cela n'a pas été le cas et le site web (www.times.ps) est toujours inactif.